# Archie Fire Lame Deer
Archie Fire Lame Deer o Tahca Ushte (Rosebud, Dakota del Sud, 1935-2001) va ser un xaman d'ètnia sioux minneconjou de Pine Ridge que va prendre el seu nom del seu avi minoconjou. Fill de Silas Fire Wawi Yohiya, va tenir visions de medicina que l'induïren a reactivar la religió tradicional teton i el restabliment de la dansa del Sol, amb molts adeptes a Oglala i Rosebud. De jove lluità a la Guerra de Corea i fou actor a Hollywood. El 1992 escrigué Gifts of power: the life and teachings of a Lakota medicine man.